# Glenn Florio
Glenn Joseph Florio (26 de enero de 1967-26 de octubre de 2020) fue un deportista estadounidense que compitió en remo. Ganó una medalla de bronce en el Campeonato Mundial de Remo de 1986, en la prueba de scull individual ligero.

## Palmarés internacional
| Campeonato Mundial | Campeonato Mundial       | Campeonato Mundial | Campeonato Mundial      |
| Año                | Lugar                    | Medalla            | Prueba                  |
| ------------------ | ------------------------ | ------------------ | ----------------------- |
| 1986               | Nottingham (Reino Unido) | Medalla de bronce  | Scull individual ligero |